# Kathrine Switzer
Pour les articles homonymes, voir Switzer.
Kathrine Switzer, dite Kathy Switzer, née le 5 janvier 1947 à Amberg en Allemagne, est une coureuse de marathon, écrivaine, commentatrice de télévision américaine. Elle est surtout célèbre pour avoir été en 1967 la première femme à courir le marathon de Boston comme participante enregistrée,.

## Biographie
Née en 1947, Kathrine Virginia Switzer étudie le journalisme à l’université de Syracuse, où elle s'entraîne au cross-country avec les hommes car aucune équipe féminine n'existe. Ayant entendu parler de Roberta "Bobbi" Gibb, qui a parcouru le marathon de Boston en 1966 en 3 heures 21 minutes et 25 secondes mais sans être inscrite, Kathrine Switzer demande à son entraîneur Arnie Briggs de la laisser courir avec lui le même marathon. Il refuse d'abord, à cause des préjugés de cette époque qui estimaient que les femmes n'auraient pas assez d'endurance pour courir, que cela pourrait faire tomber leur utérus ou les masculiniserait. Il lui annonce tout de même qu'il l'aiderait dans sa démarche si elle se montre capable de courir cette distance à l'entraînement et si l'inscription d'une femme n'est pas interdite par le règlement.
Comme elle parcourt davantage que la distance d'un marathon à l'entraînement et que le règlement du marathon de Boston n'interdit pas explicitement aux femmes de participer, Kathrine Switzer parvient donc à convaincre Arnie Briggs de soutenir son inscription. Lors de son enregistrement officiel, elle préfère utiliser l'initiale de son prénom, « K. » (Kathrine), qu'elle emploie déjà pour signer les articles qu'elle écrit pour le journal de l'université, notamment pour rendre hommage à J. D. Salinger et E. E. Cummings,.
Elle a 20 ans. Le 19 avril 1967, jour de la course, elle porte le dossard 261. Elle est encouragée par les autres participants. Malgré son apparence et le fait qu'elle porte du maquillage, du rouge à lèvres et un serre-tête en plus d'un survêtement, elle n'est pas empêchée de prendre le départ aux côtés de son entraîneur Arnie Briggs et son compagnon Tom Miller, athlète de lancer de marteau. Au sixième kilomètre, elle est remarquée par le véhicule des journalistes et des organisateurs. L'un des organisateurs officiels, Will Cloney, ne parvient pas à l'arrêter, tandis qu'un autre, Jock Semple, tente de l'extraire de la course en la retenant et en essayant de lui arracher son dossard, en lui criant « Tirez-vous de ma course et donnez-moi ces numéros ! »,,,. Elle est défendue par Arnie Briggs, qui demande à Semple de la laisser courir, puis par Tom Miller, qui pousse Semple vers le bas-côté d'un violent coup d'épaule, ce qui permet à Switzer de poursuivre son parcours. Elle achève la course avec un temps d'environ 4 heures et 20 minutes. Les photos de cet incident font les gros titres dans le monde entier,,.

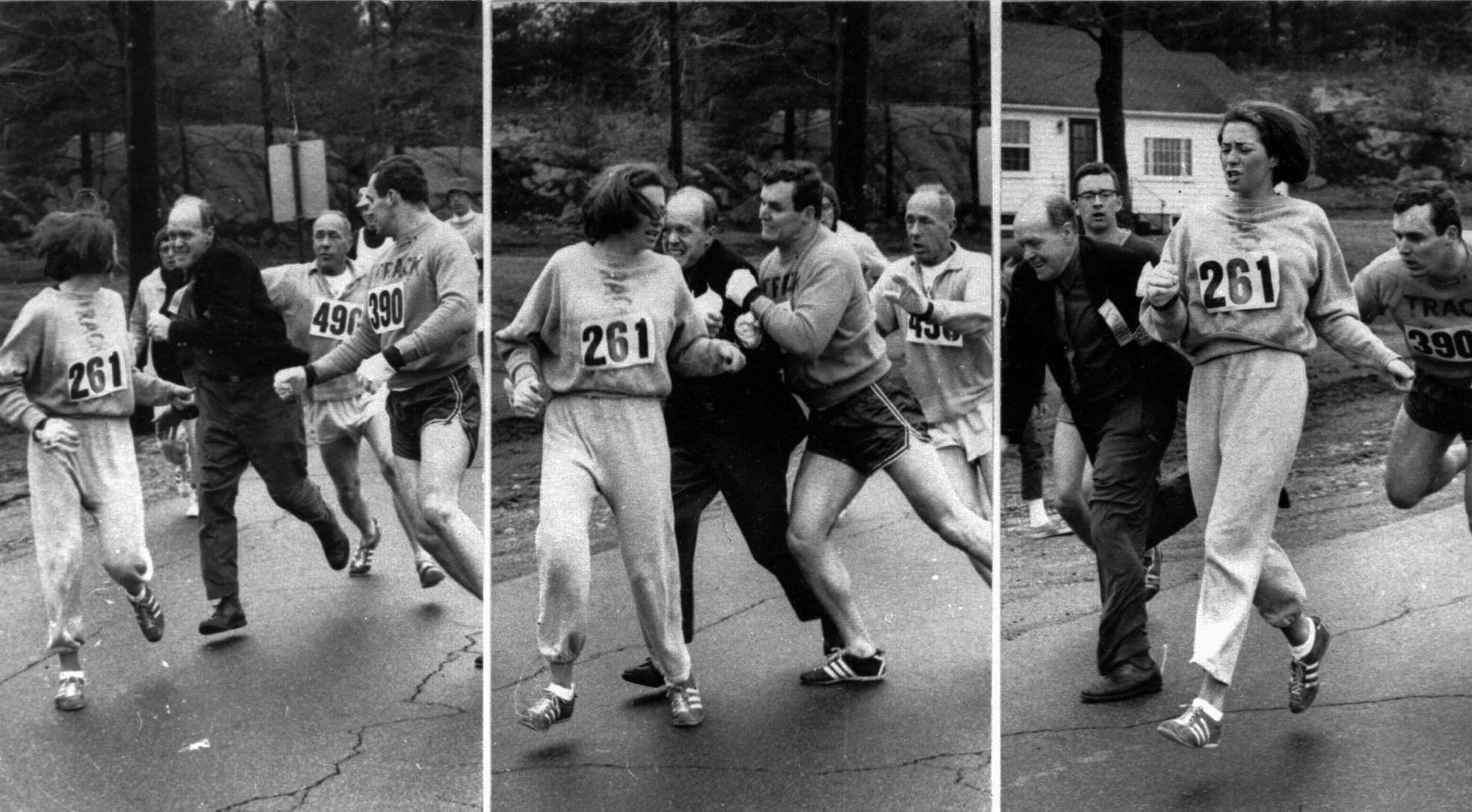
Kathrine Switzer, marathon de Boston.

À la suite de sa course, Kathrine Switzer est disqualifiée de celle-ci et suspendue par l'AAU (la fédération américaine d'athlétisme), qui interdit aux femmes les courses sur route,. Switzer milite pour que l'association d'athlétisme de Boston permette aux femmes de participer au marathon et pour qu'un marathon féminin figure au programme des Jeux olympiques. Finalement, le marathon de Boston est officiellement ouvert aux femmes en 1972 (où Switzer termine à la troisième place chez les femmes), et le premier marathon féminin olympique a lieu en 1984. Depuis 1967, elle travaille pour augmenter le nombre d'opportunités pour les femmes de courir, en différents endroits du monde.
Switzer remporte la victoire féminine au marathon de New York en 1974, avec un temps de 3 heures 7 minutes et 29 secondes (le 59e temps au total). Son meilleur temps personnel pour un marathon est de 2 heures 51 minutes 37 secondes, réalisé à Boston en 1975. Le 17 avril 2017, à 70 ans — 50 ans après sa première participation —, elle court pour la neuvième fois le marathon de Boston, avec le même numéro de dossard qu'en 1967, et achève sa course en 4 heures 44 minutes et 31 secondes. C'est son 40e marathon,. Le 22 avril 2018, elle participe au marathon de Londres, qu'elle termine en 4 heures 44 minutes et 49 secondes.

## Palmarès
| Année | Compétition          | Lieu     | Place | Épreuve  | Temps           |
| ----- | -------------------- | -------- | ----- | -------- | --------------- |
| 1972  | Marathon de Boston   | Boston   | 3e    | Marathon | 4 h 49 min 18 s |
| 1974  | Marathon de New York | New York | 1re   | Marathon | 3 h 07 min 29 s |
| 1975  | Marathon de Boston   | Boston   | 2e    | Marathon | 2 h 51 min 37 s |

## Vie privée
En 1968, Switzer a épousé Tom Miller. Ils ont divorcé en 1973. Elle a ensuite épousé le coureur et auteur britannique Roger Robinson en 1987. 

## Distinctions et hommages
Kathrine Switzer a été nommée « Coureuse de la décennie » (1967-77) par le magazine Runner's World (en). En 1998, elle fait partie des cinq premiers athlètes intronisés au National Distance Running Hall of Fame. Elle est ensuite inscrite au National Women's Hall of Fame en 2011, pour avoir introduit une révolution sociale en encourageant la reconnaissance de la force des femmes à travers la course. Par ailleurs, elle a reçu un Sports Emmy Award pour son travail comme commentatrice à la télévision.
Début 2019, la municipalité de Dunkerque lui rend hommage en donnant son nom au nouveau stade d'athlétisme.

## Publications
- A comprehensive report on women's long distance running (1979, ouvrage collectif).
- Running and Walking for Women Over 40: The Road to Sanity and Vanity (1998).
- 26.2 Marathon Stories (2006, ouvrage collectif).
- Marathon Woman: Running the Race to Revolutionize Women's Sports (2009).